# Friars Point, Mississippi
Friars Point là một thành phố thuộc quận Coahoma, tiểu bang Mississippi, Hoa Kỳ. Năm 2010, dân số của thành phố này là 1 200 người.

## Dân số
- Dân số năm 2000: 1 475 người.
- Dân số năm 2010: 1 200 người.